# Anua samoënsis
Anua samoënsis är en fjärilsart som beskrevs av Willie Horace Thomas Tams 1935. Anua samoënsis ingår i släktet Anua och familjen nattflyn. Inga underarter finns listade i Catalogue of Life.